# 도너 파티
도너 파티(Donner Party) 또는 도너-리드 파티(Donner–Reed Party)는 미국 중서부에서 마차 열차를 타고 캘리포니아로 이주한 미국 개척자들의 그룹이었다. 수많은 사고로 인해 지연된 이들은 1846~1847년 겨울을 시에라 네바다 산맥에서 눈 속에 갇혀 보냈다. 이주민 중 일부는 생존을 위해 식인 풍습에 의지했으며 주로 기아, 질병 또는 극심한 추위에 굴복한 사람들의 시체를 먹었지 만 한 경우에는 두 명의 미국 원주민 가이드가 이러한 목적으로 의도적으로 살해되었다.
도너 파티는 일리노이주 스프링필드에서 시작되어 1846년 봄에 같은 육로 여행을 시도하고 있던 다른 많은 개척자 가족 뒤에 오리건 가도를 따라 미주리주 인디펜던스 (미주리주)를 출발했다. 서쪽으로 여행하는 데는 보통 4~6개월이 걸렸지만, 도너 파티는 헤이스팅스 컷오프(Hastings Cutoff)라는 새로운 경로를 따르기로 선택한 후 속도를 늦췄다. 이 길은 확립된 가도(트레일)를 우회하고 대신 현재의 로키 산맥의 와사치 산맥(Wasatch Range)과 그레이트 솔트레이크 사막(Great Salt Lake Desert)을 횡단했다. 황량하고 울퉁불퉁한 지형, 그리고 나중에 현재 네바다 주 훔볼트 강을 따라 여행하는 동안 직면한 어려움으로 인해 많은 소와 마차가 손실되었고 곧 그룹 내에서 사단이 형성되었다.
11월 초, 이주민들은 시에라 네바다에 도착했지만 산 높은 트러키 레이크(Truckee Lake, 현재의 도너 레이크) 근처에 이른 폭설로 인해 갇히게 되었다. 이들의 식량 공급은 위험할 정도로 부족했고, 12월 중순에 일부 그룹은 도움을 받기 위해 도보로 출발했다. 캘리포니아에서 온 구조대가 이주민들에게 다가가려고 시도했지만, 첫 번째 구호대는 마차 열차가 갇힌 지 거의 4개월이 지난 1847년 2월 중순이 되어서야 도착했다. 일행 87명 중 48명이 살아남았다. 역사가들은 이 사건을 캘리포니아 역사와 미국 서부 이주 전체 기록에서 가장 매혹적인 비극 중 하나로 묘사했다.

## 같이 보기
- 우루과이 공군기 571편 조난 사고